# São Mateus (kommun)
São Mateus är en kommun i Brasilien.   Den ligger i delstaten Espírito Santo, i den sydöstra delen av landet, 900 km öster om huvudstaden Brasília. Antalet invånare är 109 067.
Följande samhällen finns i São Mateus:
- São Mateus

Omgivningarna runt São Mateus är huvudsakligen savann. Runt São Mateus är det ganska tätbefolkat, med 52 invånare per kvadratkilometer.